# Article 17 du traité sur l'Union européenne
 (décembre 2016).
Si vous disposez d'ouvrages ou d'articles de référence ou si vous connaissez des sites web de qualité traitant du thème abordé ici, merci de compléter l'article en donnant les références utiles à sa vérifiabilité et en les liant à la section « Notes et références ».
L’article 17 du traité sur l'Union européenne fait partie du Titre III : « Dispositions relatives aux institutions ».

## Disposition
L'article 17 dispose :

« 1. La Commission promeut l'intérêt général de l'Union et prend les initiatives appropriées à cette fin. Elle veille à l'application des traités ainsi que des mesures adoptées par les institutions en vertu de ceux-ci. Elle surveille l'application du droit de l'Union sous le contrôle de la Cour de justice de l'Union européenne. Elle exécute le budget et gère les programmes. Elle exerce des fonctions de coordination, d'exécution et de gestion conformément aux conditions prévues par les traités. À l'exception de la politique étrangère et de sécurité commune et des autres cas prévus par les traités, elle assure la représentation extérieure de l'Union. Elle prend les initiatives de la programmation annuelle et pluriannuelle de l'Union pour parvenir à des accords interinstitutionnels.
2. Un acte législatif de l'Union ne peut être adopté que sur proposition de la Commission, sauf dans les cas où les traités en disposent autrement. Les autres actes sont adoptés sur proposition de la Commission lorsque les traités le prévoient.
3. Le mandat de la Commission est de cinq ans.
Les membres de la Commission sont choisis en raison de leur compétence générale et de leur engagement européen et parmi des personnalités offrant toutes garanties d'indépendance.
La Commission exerce ses responsabilités en pleine indépendance. Sans préjudice de l'article 18, paragraphe 2, les membres de la Commission ne sollicitent ni n'acceptent d'instructions d'aucun gouvernement, institution, organe ou organisme. Ils s'abstiennent de tout acte incompatible avec leurs fonctions ou l'exécution de leurs tâches.
4. La Commission nommée entre la date d'entrée en vigueur du traité de Lisbonne et le 31 octobre 2014, est composée d'un ressortissant de chaque État membre, y compris son président et le haut représentant de l'Union pour les affaires étrangères et la politique de sécurité, qui en est l'un des vice-présidents.
5. À partir du 1er novembre 2014, la Commission est composée d'un nombre de membres, y compris son président et le haut représentant de l'Union pour les affaires étrangères et la politique de sécurité, correspondant aux deux tiers du nombre d'États membres, à moins que le Conseil européen, statuant à l'unanimité, ne décide de modifier ce nombre.
Les membres de la Commission sont choisis parmi les ressortissants des États membres selon un système de rotation strictement égale entre les États membres permettant de refléter l'éventail démographique et géographique de l'ensemble des États membres. Ce système est établi à l'unanimité par le Conseil européen conformément à l'article 244 du traité sur le fonctionnement de l'Union européenne.
6. Le président de la Commission:
a) définit les orientations dans le cadre desquelles la Commission exerce sa mission;
b) décide de l'organisation interne de la Commission afin d'assurer la cohérence, l'efficacité et la collégialité de son action;
c) nomme des vice-présidents, autres que le haut représentant de l'Union pour les affaires étrangères et la politique de sécurité, parmi les membres de la Commission.
Un membre de la Commission présente sa démission si le président le lui demande. Le haut représentant de l'Union pour les affaires étrangères et la politique de sécurité présente sa démission, conformément à la procédure prévue à l'article 18, paragraphe 1, si le président le lui demande.
7. En tenant compte des élections au Parlement européen, et après avoir procédé aux consultations appropriées, le Conseil européen, statuant à la majorité qualifiée, propose au Parlement européen un candidat à la fonction de président de la Commission. Ce candidat est élu par le Parlement européen à la majorité des membres qui le composent. Si ce candidat ne recueille pas la majorité, le Conseil européen, statuant à la majorité qualifiée, propose, dans un délai d'un mois, un nouveau candidat, qui est élu par le Parlement européen selon la même procédure.
Le Conseil, d'un commun accord avec le président élu, adopte la liste des autres personnalités qu'il propose de nommer membres de la Commission. Le choix de celles-ci s'effectue, sur la base des suggestions faites par les États membres, conformément aux critères prévus au paragraphe 3, deuxième alinéa, et au paragraphe 5, second alinéa.
Le président, le haut représentant de l'Union pour les affaires étrangères et la politique de sécurité et les autres membres de la Commission sont soumis, en tant que collège, à un vote d'approbation du Parlement européen. Sur la base de cette approbation, la Commission est nommée par le Conseil européen, statuant à la majorité qualifiée.
8. La Commission, en tant que collège, est responsable devant le Parlement européen. Le Parlement européen peut adopter une motion de censure de la Commission conformément à l'article 234 du traité sur le fonctionnement de l'Union européenne. Si une telle motion est adoptée, les membres de la Commission doivent démissionner collectivement de leurs fonctions et le haut représentant de l'Union pour les affaires étrangères et la politique de sécurité doit démissionner des fonctions qu'il exerce au sein de la Commission. »